# Thlaspi zangezuricum
Thlaspi zangezuricum là một loài thực vật có hoa trong họ Cải. Loài này được Tzvelev miêu tả khoa học đầu tiên năm 1959.